# Herman Miller
Herman Miller, Inc. es una empresa estadounidense fabricante de muebles y equipo de oficina, así como también de  muebles modernos para el hogar. Es reconocida por ser una de las primeras compañías en producir muebles modernos, y por sus novedosos diseños, entre los que destacan la silla Equa, la silla Aeron y el sillón Eames Lounge. A Herman Miller se le atribuye la invención del cubículo de oficina en 1968, bajo el entonces director de investigación Bob Propst. Tiene su sede en la ciudad de Zeeland, estado de Michigan.